# Pherotesia potens
Pherotesia potens là một loài bướm đêm trong họ Geometridae.